# Montauroux
Montauroux település Franciaországban, Var megyében. Lakosainak száma 6787 fő (2022. január 1.). Montauroux Saint-Cézaire-sur-Siagne, Le Tignet, Les Adrets-de-l’Estérel, Bagnols-en-Forêt, Callian és Tanneron községekkel határos.

## Népesség
A település népességének változása:
| Lakosok száma | 6118 | 6298 | 6474 | 6411 | 6479 | 6548 | 6599 | 6685 | 6787 |
|               | 2013 | 2015 | 2016 | 2017 | 2018 | 2019 | 2020 | 2021 | 2022 |